# Norte
Unter Norte versteht man immer Wind aus nördlichen Richtungen. Nortes sind in verschiedenen Teilen der Erde bekannt.
So gibt zum Beispiel im Norden Spaniens kalte Fallwinde von den im Winter schneebedeckten Gebirgszügen der Pyrenäen. In Argentinien treten die Nortes als feuchtwarme Nordwinde auf der Vorderseite von Tiefdruckgebieten (analog zu einer trogvorderseitigen Südwestanströmung in Europa) auf. In Nordamerika können sie als kalte Northers starke Temperaturstürze in den südlichen Staaten mit sich bringen, wenn sie binnen Stunden die warme Luft aus der Region um den Golf von Mexiko ersetzen. Dann kann die Temperatur von einem auf den nächsten Tag um mehr als 30 °C fallen. Meistens werden sie ausgelöst durch ein Hochdruckgebiet über dem Großen Becken.